# Rūta Meilutytė
Rūta Meilutytė (Kaunas, 19 maart 1997) is een Litouws zwemster. Op 15-jarige leeftijd had ze in totaal al negen Litouwse records verbroken.

## Carrière
Op de zomereditie van het Europees Jeugd Olympisch Festival 2011 won Meilutytė een gouden medaille op de 100 meter schoolslag, zilver op de 50 meter vrije slag en brons op de 100 meter vrije slag.
Tijdens de Olympische Zomerspelen van 2012 in Londen won Rūta Meilutytė de gouden medaille op de 100 meter schoolslag. Op haar vijftiende was ze ook de jongste Litouwse atlete die olympisch goud won. In haar halve finale de dag voordien, verbrak ze het Europese record op de 100 meter schoolslag met een tijd van 1.05,21. Na haar zege op de 100 meter schoolslag kwam ze nog in actie op zowel de 50 als de 100 meter vrije slag. Op beide afstanden strandde ze echter in de series. Op de wereldkampioenschappen kortebaanzwemmen 2012 in Istanboel veroverde de Litouwse de wereldtitel op zowel de 50 als de 100 meter schoolslag; beide keren scherpte ze in de finale het Europees record aan. Op de 100 meter wisselslag sleepte ze de zilveren medaille in de wacht.
Tijdens de Mare Nostrum 2013 in Monaco verbeterde ze haar eigen Europees record op de 100 meter schoolslag met 0,01 seconde, drie dagen later verbrak ze in Barcelona het Europees record op de 50 meter schoolslag.
In mei 2019 maakte ze bekend te stoppen.

## Internationale toernooien
| Jaar | Olympische Spelen                                          | WK langebaan    | WK kortebaan                                                               | EK langebaan  | EK kortebaan  |
| ---- | ---------------------------------------------------------- | --------------- | -------------------------------------------------------------------------- | ------------- | ------------- |
| 2012 | 26e 50m vrije slag · 29e 100m vrije slag · 100m schoolslag |                 | serie 100m vrije slag · 50m schoolslag · 100m schoolslag · 100m wisselslag | geen deelname | geen deelname |
| 2013 |                                                            | 100m schoolslag |                                                                            |               |               |

## Persoonlijke records
Bijgewerkt tot en met 3 Augustus 2013
Kortebaan
| Afstand         | Tijd       | Datum            | Plaats    |
| --------------- | ---------- | ---------------- | --------- |
| 50m vrije slag  | 24,97      | 13 oktober 2012  | Stockholm |
| 100m vrije slag | 53,54      | 13 december 2012 | Istanboel |
| 50m schoolslag  | "WR" 29,16 | 30 juli 2023     | Fukuoka   |
| 100m schoolslag | WR 1.02,36 | 12 oktober 2013  | Moskou    |
| 100m wisselslag | 58,79      | 14 december 2012 | Istanboel |

Langebaan
| Afstand         | Tijd       | Datum           | Plaats    |
| --------------- | ---------- | --------------- | --------- |
| 50m vrije slag  | 25,55      | 3 augustus 2012 | Londen    |
| 100m vrije slag | 55,28      | 7 maart 2013    | Leeds     |
| 50m schoolslag  | WR 29,48   | 3 Augustus 2013 | Barcelona |
| 100m schoolslag | WR 1.04,35 | 29 juli 2013    | Barcelona |